# Eratosthenes van Athene
Eratosthenes (Oudgrieks: Ἐρατοσθένης) was een Atheens oligarchisch politicus.
Hij was een van de Dertig Tirannen en aanhanger van de zachtaardigere Theramenes.  Daarna maakte hij deel uit van de zogenaamde Dekadouchoi (Tien). Hij bleef bij de vlucht van de Dertig Tirannen naar Eleusis, met Pheidon in Athene achter, beschermd door het amnestiedecreet.
Hij werd evenwel door Lysias in de enige door deze zelf gehouden rede ter dood aangeklaagd en vervolgd als medeplichtige aan de moord op zijn broer Polemarchos. De uitslag is ons niet bekend.

## Referentie
- art. Eratosthenes (1), in F. Lübker - trad. ed. J.D. Van Hoëvell, Classisch Woordenboek van Kunsten en Wetenschappen, Rotterdam, 1857, p. 341.